# Der Mann ohne Gesicht (1993)
Der Mann ohne Gesicht (Originaltitel: The Man Without a Face) ist ein US-amerikanisches Filmdrama aus dem Jahr 1993. Die Regie führte Mel Gibson, das Drehbuch schrieb Malcolm MacRury anhand eines Romans von Isabelle Holland. Die Hauptrolle spielte Mel Gibson.

## Handlung
Eine Kleinstadt in den USA am Ende der 1960er Jahre. Justin McLeod, früher als Lehrer tätig, lebt einsam und zurückgezogen, seit einige Jahre zuvor bei einem Autounfall sein Gesicht entstellt und einer seiner Schüler getötet wurde. Es geht das Gerücht um, er habe den Schüler absichtlich sterben lassen, um ein sexuelles Verhältnis mit ihm zu vertuschen.
Der in der Nachbarschaft wohnende Schüler Charles E. Norstadt träumt von der Aufnahme an der Militärschule Holyfield, aber seine schulischen Leistungen reichen dafür bei weitem nicht aus. Unbeabsichtigt kommt er in Gesprächskontakt mit McLeod und bittet ihn später um Nachhilfeunterricht. Dieser lehnt zunächst ab, willigt später jedoch auf Charles’ Drängen ein, und langsam entwickelt sich über den Unterricht hinaus eine tiefergehende Freundschaft zwischen den beiden.
Einige missverständliche Begebenheiten sowie das unvermeidliche Gerede legen jedoch schon bald nach außen hin wieder den erneuten und ungerechtfertigten Verdacht eines sexuellen Verhältnisses zwischen McLeod und Charles nahe. Die bewältigt geglaubte Vergangenheit wird gerichtlich neu aufgerollt, jeder weitere Kontakt zwischen Charles und McLeod wird vorsichtshalber unterbunden. Zuletzt sieht man Charles nach erfolgreichem Abschluss der Militärschule. Nur von fern wohnt auch McLeod der Zeremonie bei. Charles erkennt ihn, hält erfreut seine Handfläche hoch und McLeod, dem Charles Vertrauen so gut getan hat, grüßt auf die gleiche Weise zurück.

## Kritiken
James Berardinelli bezeichnete auf ReelViews den Filmanfang als „uninspiriert“. Allerdings lobte er die Darstellung von Mel Gibson.
Roger Ebert lobte in der Chicago Sun-Times vom 25. August 1993 die „intelligenten“, „komplexen“ Charaktere. Er lobte außerdem genauso die Regie wie auch die Darstellung von Mel Gibson.
Die SZ meinte: „Mel Gibson setzt in diesem Psychodrama mehr auf Emotionen als auf Argumente, mehr auf Stimmungen als auf Lektionen, mehr auf Atmosphäre als auf Predigt.“

## Auszeichnungen
Der Film, Nick Stahl und Gaby Hoffmann wurden im Jahr 1994 für den Young Artist Award nominiert.

## Hintergründe
- In diesem Film debütierte Nick Stahl als Kinodarsteller und Mel Gibson als Regisseur.
- Das erwähnte Gedicht über die Fliegerei ist High Flight von John Gillespie Magee.
- Das Lied, das Megan auf dem Friedhof singt, ist Born a Woman von Sandy Posey.